# أندريا كين
أندريا كين (بالإنجليزية: Andrea Kane)‏ (10 مايو 1955 في الولايات المتحدة)؛ كاتِبة وروائية أمريكية.